# Супер-Скрулл
Супер-Скрулл (англ. Super-Skrull) — пришелец из комиксов Marvel Comics, представитель расы Скруллов, противник Фантастической четвёрки.

## Биография
После того как Фантастическая четвёрка отразила нападение инопланетян-скруллов, император Доррек повелел своим лучшим учёным создать уникальное оружие, которое поможет захватить Землю. Был выбран один из самых доблестных воинов из рядов скруллов, Кл’рт. На него воздействовали усиленным космическим излучением, даровавшим силы Фантастической четвёрки. Так появился Супер-Скрулл, могучий воин Империи скруллов. Однако Кл’рт потерпел несколько поражений от Рида Ричардса и его команды, и даже победа над Тором не вернула ему расположение императора. Супер-Скрулл был изгнан с территории Империи. Его взял на службу безумный титан Танос, который намеревался покорить всю Вселенную. К счастью, группа героев помешала Таносу, а Супер-Скрулл вновь оказался на Земле, не имея возможности вернуться на родную планету. Пытаясь найти выход, Кл’рт захватил таинственный каворитовый кристалл, который перенёс его обратно на Тарнакс 4.
Покой Кл’рта был нарушен. Прибыл пожиратель миров — Галактус. Он уничтожил родной мир скрулла, и лишь немногие спаслись от гибели. В их числе был и Кл’рт. После этого Супер-Скрулл изменился. Хотя Кл’рт ещё несколько раз вступал в противостояние с земными героями, завоевание планет больше не было его целью. Он не оставил путь насилия, но обрёл цель — спасение своей расы. Ради неё Супер-Скрулл пожертвовал жизнью. Кл’рт врезался на своём корабле в Пожиратель душ — зловещий артефакт с помощью которого безумный Аннигилус собирался уничтожить мир.
Через несколько лет Кл’рт возродился, но лишился памяти. Позже он нашёл каворитовый кристалл, который вернул ему память, так что война Супер-Скрулла и Фантастической четвёрки не закончилась.

## Силы и способности
Как и все скруллы Кл’рт может менять внешность, принимая вид любого гуманоида.
Также он способен гипнотизировать людей специальными лучами из глаз.
Военная служба в вооружённых силах Империи скруллов дало Кл’рту возможность обучиться навыкам рукопашного боя, обращению с различным оружием и пилотированию космического транспорта. Так же, он талантливый командир и стратег.
Как любой Скрулл, Кл’рт имеет при себе различные виды оружия, но предпочитает пользоваться своими суперспособностями.
Основная мощь Супер-Скрулла — способности всех членов Фантастической четвёрки. Он способен растягивать своё тело, менять его плотность. Кл’рт может летать, создавать огонь и управлять им. Скрулл обладает силами невидимости и создания невидимых силовых полей. Супер-Скрулл нечеловечески силён, а его кожа может становиться каменной и выдерживает мощные удары. Несмотря на всё это, Кл’рт всегда проигрывал героям земли, чаще всего его подводила невнимательность, глупость и то, что он пользуется своими суперсилами чересчур прямолинейно, в отличие от земных героев, которые побеждают его хитростью.

## Альтернативные версии

### Ultimate Marvel
Во вселенной Ultimate Marvel Супер-Скрулл является верховным правителем Империи скруллов, а также древнейшим представителем этой расы. Он существовал в альтернативной реальности, где Ultimate Фантастическая четвёрка не получила своих способностей во время исследования Негативной Зоны. Вместо этого юный Рид Ричардс проделал уникальный эксперимент с телепортацией и установил контакт со скруллами. Казалось бы доброжелательная раса подарила человечеству особые таблетки, которые пробудили их скрытый потенциал, в результате чего каждый человек на Земле приобрёл суперспособности. Исключением остался лишь Бен Гримм, который отказался принимать таблетку. В этой реальности президентом был избран Тор. Когда скруллы вновь посетили Землю, Невидимая леди узнала, что на самом деле всё это был хитрый план по завоеванию планеты. Супер-Скрулл обнаружил её присутствие и убил, после чего активировал микроскопические устройства в таблетках, что привело к гибели человечества. Бен Гримм остался единственным выжившим. Несмотря на то, что костюм Супер-Скрулла обладал способностью поглощать силы сверхлюдей поблизости него, Гримм не обладал никакими полномочиями и одолел его в ближнем бою. Он забрал костюм и оставил умирающего Императора. Бен путешествовал во времени и сломал телепортер, однако из-за столкновения со своим двойником из этой реальности он попал в пространственно-временную аномалию и погиб.

## Вне комиксов

### Мультсериалы
- Супер-Скрулл появляется в мультсериале «Супергерои Marvel», где его озвучил Том Харви.
- В мультсериале «Фантастическая четвёрка» 1960-х годов Супер-Скрулл появляется в эпизоде «Нападение Супер-Скруллов», озвученный Марвином Миллером.
- Появляется в мультсериале «Люди Икс» 1992 года.
- Супер-Скрулл появляется в мультсериале «Фантастическая четвёрка» 1994 года, где его сначала озвучил Нил Росс, а затем — Джесс Харнелл.
- Супер-Скрулл появляется во 2 сезоне 10 серии в мультсериале <<Мстители Величайшие Герои Земли>> позже в 12 серии фигурируют и другие Супер-Скруллы.
- Супер-Скрулл появляется в мультсериале «Халк и агенты У.Д.А.Р.», озвученный Кевином Гревиу.

### Кинематографическая вселенная Marvel
- Супер-Скруллы фигурируют в сериале «Секретное вторжение»[2].

### Видеоигры
- Является мини-боссом в игре «Marvel: Ultimate Alliance», где его озвучил Грег Иглс
- Супер-Скрулл является одним из играбельных персонажей в игре «LEGO Marvel Super Heroes»
- Является одним из персонажей в игре «Marvel Avengers: Battle for Earth»
- Супер-Скрулл также появлялся в файтинге от студии «Capcom» : «Marvel vs. Capcom 3 : Fate of Two Worlds» и в последующей Ultimate редакции игры.
- Один из боссов в MMORPG «Marvel Heroes».
- Является играбельным персонажем в мобильной игре «Marvel: Contest of Champions»